# Furka-Oberalp-Bahn
La Furka-Oberalp-Bahn (FO) era una società per azioni svizzera, costituita il 17 aprile 1925 a Briga allo scopo di completare la costruzione ed esercire la linea ferroviaria Briga–Disentis.
La società subentrò alla precedente Brig–Furka–Disentis-Bahn (BFD), fallita nel 1923 per i problemi sopraggiunti durante la costruzione della linea. 
La FO completò nel 1926 la tratta ferroviaria, iniziando contemporaneamente una stretta collaborazione con la società Schöllenenbahn (Göschenen-Andermatt) AG (SchB), che gestiva la preesistente diramazione Andermatt–Göschenen, fino ad incorporarla nel 1961
. Sempre nel 1961 la FO, sino ad allora sotto il controllo della Compagnie du Chemin de Fer Brigue-Viège-Zermatt (BVZ), divenne una società autonoma.
Dal 2002 la direzione della compagnia ferroviaria (insieme a quella della BVZ) venne affidata alla neocostituita società BVZ/FO-Management AG; l'anno successivo la nuova società cambiò ragione sociale in Matterhorn-Gotthard-Bahn (MGB), mentre la Furka-Oberalp-Bahn mutò la propria ragione sociale in Matterhorn Gotthard Infrastruktur AG (MGI), la cui proprietà fa capo alla Confederazione Elvetica ed ai cantoni Vallese, Uri e Grigioni e a cui fa capo l'infrastruttura delle linee confluite nella MGB.

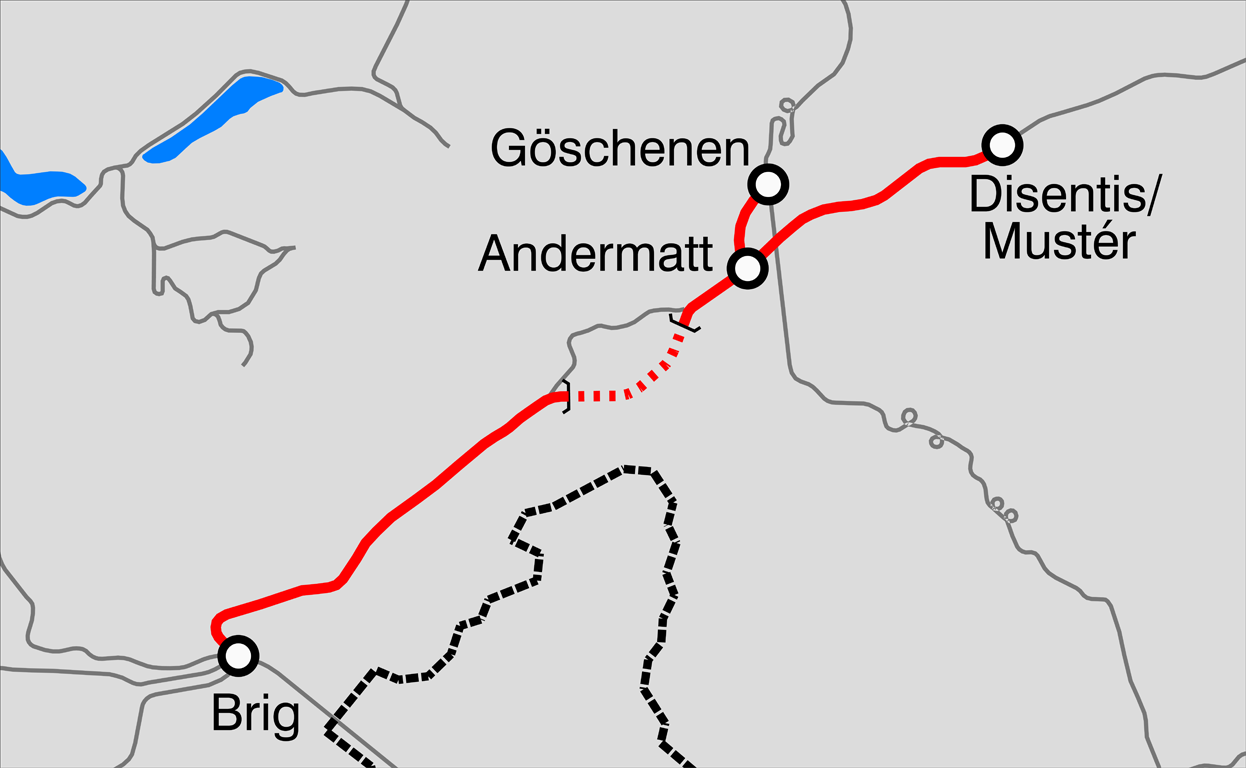
La rete FO al momento dello scioglimento (2003)